# Sporidesmium polymorphum
Sporidesmium polymorphum är en svampart som beskrevs av Berk. & Broome 1986. Sporidesmium polymorphum ingår i släktet Sporidesmium, ordningen Pleosporales, klassen Dothideomycetes, divisionen sporsäcksvampar och riket svampar.   Inga underarter finns listade i Catalogue of Life.